# Pavel Bittner
Pavel Bittner (n. 29 octombrie 2002, Olomouc, Cehia) este un ciclist ceh care concurează în acest moment pentru DSM–Firmenich PostNL, echipă licențiată UCI WorldTeam.
Bittner a devenit ciclist profesionist în august 2022 cu echipa DSM. În august 2024, a obținut prima sa victorie la profesioniști în etapa de deschidere a Vuelta a Burgos, câștigând și etapa a cincea și clasamentul pe puncte. Mai târziu, în aceeași lună, a câștigat etapa a cincea în Turul Spaniei la fotofiniș cu Wout Van Aert.

## Rezultate în Marile Tururi

### Turul Spaniei
1 participare
- 2024: câștigător al etapei a 5-a